# Hamidou Traoré
Hamidou Traoré (Bamako, 7 ottobre 1996) è un calciatore maliano, centrocampista del Sarıyer.

## Caratteristiche tecniche
Utilizzato prevalentemente come ala, le sue caratteristiche principali sono la velocità e la buona capacità di tiro, oltre alla bravura nei colpi di testa.

## Carriera

### Club
Cresciuto nel settore giovanile dell'Olympique Bamako, dopo aver esordito in prima squadra a soli 17 anni, nel 2015 viene acquistato dall'Elazığspor. Nell'estate del 2017 passa al Karabükspor, con cui firma un triennale.

### Nazionale
Ha partecipato ai Mondiali Under-20 del 2013 ed a quelli del 2015.
Nel 2013 ha giocato la sua unica partita in carriera con la maglia della nazionale maggiore maliana, con la quale ha inoltre partecipato anche alla Coppa d'Africa 2021, competizione in cui però non è mai sceso in campo.

## Statistiche

### Presenze e reti nei club
Statistiche aggiornate al 5 gennaio 2018.
| Stagione          | Squadra           | Campionato        | Campionato | Campionato | Coppe nazionali | Coppe nazionali | Coppe nazionali | Coppe continentali | Coppe continentali | Coppe continentali | Altre coppe | Altre coppe | Altre coppe | Totale | Totale | Totale |
| Stagione          | Squadra           | Comp              | Pres       | Reti       | Comp            | Pres            | Reti            | Comp               | Pres               | Reti               | Comp        | Pres        | Reti        | Pres   | Reti   |        |
| ----------------- | ----------------- | ----------------- | ---------- | ---------- | --------------- | --------------- | --------------- | ------------------ | ------------------ | ------------------ | ----------- | ----------- | ----------- | ------ | ------ | ------ |
| gen.-giu. 2015    | Elazığspor        | 1. Lig            | 7          | 3          | TK              | -               | -               | -                  | -                  | -                  | -           | -           | -           | 7      | 3      |        |
| 2015-2016         | Elazığspor        | 1. Lig            | 30+2       | 1          | TK              | 1               | 0               | -                  | -                  | -                  | -           | -           | -           | 33     | 1      |        |
| 2016-2017         | Elazığspor        | 1. Lig            | 31         | 5          | TK              | 4               | 0               | -                  | -                  | -                  | -           | -           | -           | 35     | 5      |        |
| Totale Elazığspor | Totale Elazığspor | Totale Elazığspor | 68+2       | 9          |                 | 5               | 0               |                    | -                  | -                  |             | -           | -           | 75     | 9      |        |
| 2017-2018         | Karabükspor       | SL                | 4          | 0          | TK              | 3               | 0               | -                  | -                  | -                  | -           | -           | -           | 7      | 0      |        |
| Totale carriera   | Totale carriera   | Totale carriera   | 72+2       | 9          |                 | 8               | 0               |                    | -                  | -                  |             | -           | -           | 82     | 9      |        |

## Palamrès

### Competizioni nazionali
- TFF 1. Lig: 1

Adana Demirspor: 2020-2021